# Laguna Petenchel
A Laguna Petenchel é um lago localizado na Guatemala, cuja cota de altitude se encontra nos 110 m acima do nível do mar. Localiza-se no departamento de El Petén, no município de Flores.